# David Palmer (nhân vật trong 24)
David Palmer là một nhân vật Tổng thống Hoa Kỳ hư cấu do Dennis Haysbert thủ vai trong loạt phim truyền hình 24. Palmer từng là nhân vật chính thứ nhì nổi bật nhất trong phim, chỉ sau Jack Bauer. Trong suốt bộ phim, người vợ cũ và em trai của Palmer là Sherry và Wayne đóng vai trò chủ chốt trong chính quyền của ông. Ông có một đứa con trai tên Keith và một đứa con gái tên Nicole. Palmer từng là một thành viên của Đảng Dân chủ. Ông là nhân vật xuất hiện trong nhiều tập thứ tư chỉ sau Tony Almeida (115 tập), Chloe O'Brian (125 tập) và nhân vật trung tâm Jack Bauer (192 tập) do Carlos Bernard, Mary Lynn Rajskub và Kiefer Sutherland thủ vai.